# Список наград и номинаций will.i.am
В данной статье приведён список наград и номинаций will.i.am — американского рэпера, музыкального продюсера, филантропа и общественного деятеля.

## Государственные награды
| Год  | Страна    | Название награды и причина награждения |
| ---- | --------- | --- |
| 2006 | Филиппины | Президентская медаль «За заслуги» за повышение престижа страны в области искусства, развлечений и других гражданских областях деятельности |

## Общественные награды
| Год  | Название премии        | Название награды и причина награждения | Результат |
| ---- | ---------------------- | --- | --------- |
| 2010 | BMI Urban Awards       | Президентская награда за глубокое влияние на индустрию развлечений | Победа    |
| 2012 | The Noble Gift Gala    | Noble Gift Humanitarian за помощь в сборе средств и внушительные пожертвования | Победа    |
| 2012 | VH1 Do Something Award | Номинация: Do Something Music Artist за преобразование одного из худших районов Лос-Анджелеса — Бойл-Хайтс, пожертвованием 1 миллиона долларов от имени своего благотворительного фонда «i.am.angel» | Победа    |
| 2013 | CLIO Awards            | Почётная награда за существенное влияние на мировую культуру через творчество | Победа    |

## Кинонаграды

### People's Choice Awards
| Год  | Номинируемая работа                                                                                               | Категория                 | Результат |
| ---- | --- | ------------------------- | --------- |
| 2010 | Люди Икс: Начало. Росомаха (Хью Джекман, Дэниел Хенни, Доминик Монаган, Райан Рейнольдс, will.i.am и Лев Шрайбер) | Любимая команда на экране | Номинация |

## Музыкальные награды

### Billboard Music Awards
| Год  | Номинируемая работа                | Категория                  | Результат |
| ---- | ---------------------------------- | -------------------------- | --------- |
| 2011 | «OMG» (Ашер при участии will.i.am) | Лучшая песня горячей сотни | Номинация |
| 2011 | «OMG» (Ашер при участии will.i.am) | Лучшая R'n'B песня         | Победа    |

### BMI Urban Awards
| Год  | Номинируемая работа                      | Категория  | Результат |
| ---- | ---------------------------------------- | ---------- | --------- |
| 2010 | «Boom Boom Pow» (как соавтор и продюсер) | Песня года | Победа    |

### Daytime Emmy Awards
| Год  | Номинируемая работа | Категория                                                  | Результат |
| ---- | ------------------- | ---------------------------------------------------------- | --------- |
| 2008 | «Yes We Can»        | Новый подход                                               | Победа    |
| 2011 | «What I Am»         | Children's Programming Emmy Awards: Лучшая авторская песня | Победа    |

### Grammy Awards
| Год  | Номинируемая работа                                             | Категория                                            | Результат |
| ---- | --------------------------------------------------------------- | ---------------------------------------------------- | --------- |
| 2004 | «Where Is the Love?» (при участии Джастина Тимберлейка)         | Лучшая запись года                                   | Номинация |
| 2004 | «Where Is the Love?» (при участии Джастина Тимберлейка)         | Лучшее рэп/песенное сотрудничество                   | Номинация |
| 2005 | «Let’s Get It Started»                                          | Лучшая запись года                                   | Номинация |
| 2005 | «Let’s Get It Started»                                          | Лучшее рэп исполнение дуэтом или группой             | Победа    |
| 2006 | «Don’t Phunk with My Heart»                                     | Лучшее рэп исполнение дуэтом или группой             | Победа    |
| 2006 | «Don't Lie»                                                     | Лучшее вокальное поп-исполнение дуэтом или группой   | Номинация |
| 2006 | «Gone Going» (при участии Джека Джонсона)                       | Лучшее совместное вокальное поп исполнение           | Номинация |
| 2007 | «Ordinary People»                                               | Лучшая песня года (как соавтор)                      | Номинация |
| 2007 | «My Humps»                                                      | Лучшее вокальное поп-исполнение дуэтом или группой   | Победа    |
| 2007 | «Mas Que Nada» (Сержио Мендес при участии The Black Eyed Peas)  | Лучшее урбан/альтернативное исполнение               | Номинация |
| 2007 | «That Heat» (Сержио Мендес при участии Erykah Badu и will.i.am) | Лучшее урбан/альтернативное исполнение               | Номинация |
| 2008 | «Be OK» (Крисетт Мишель при участии will.i.am)                  | Лучшее урбан/альтернативное исполнение               | Победа    |
| 2009 | «American Boy»                                                  | Лучшая песня года (как соавтор)                      | Номинация |
| 2010 | The E.N.D.                                                      | Лучший альбом года                                   | Номинация |
| 2010 | The E.N.D.                                                      | Лучший вокальный поп альбом                          | Победа    |
| 2010 | «I Gotta Feeling»                                               | Лучшая запись года                                   | Номинация |
| 2010 | «I Gotta Feeling»                                               | Лучшее вокальное поп-исполнение дуэтом или группой   | Победа    |
| 2010 | «Boom Boom Pow»                                                 | Лучшая танцевальная запись                           | Номинация |
| 2010 | «Boom Boom Pow»                                                 | Лучшее короткое музыкальное видео дуэтом или группой | Победа    |

### Latin Grammy Awards
| Год  | Номинируемая работа     | Категория                                   | Результат |
| ---- | ----------------------- | ------------------------------------------- | --------- |
| 2006 | Timeless (как продюсер) | Лучший альбом современного бразильского поп | Победа    |
| 2007 | «Impacto» (как соавтор) | Лучшая урбан песня                          | Номинация |

### MTV Europe Music Awards
| Год  | Номинируемая работа                | Категория    | Результат |
| ---- | ---------------------------------- | ------------ | --------- |
| 2010 | «OMG» (Ашер при участии will.i.am) | Лучшая песня | Номинация |

### MTV Video Music Awards
| Год  | Номинируемая работа                                      | Категория                | Результат |
| ---- | -------------------------------------------------------- | ------------------------ | --------- |
| 2010 | клип на песню «OMG» (Ашер при участии will.i.am)         | Лучший мужской клип      | Номинация |
| 2010 | клип на песню «OMG» (Ашер при участии will.i.am)         | Лучший танцевальный клип | Номинация |
| 2010 | клип на песню «OMG» (Ашер при участии will.i.am)         | Лучшая хореография       | Номинация |
| 2013 | клип на песню «#thatPOWER» (при участии Джастина Бибера) | Лучшая хореография       | Номинация |

### MTV Video Music Awards Japan
| Год  | Номинируемая работа                              | Категория             | Результат |
| ---- | ------------------------------------------------ | --------------------- | --------- |
| 2011 | клип на песню «OMG» (Ашер при участии will.i.am) | Лучший R'n'B клип     | Номинация |
| 2011 | «Check It Out» (will.i.am и Ники Минаж)          | Лучшее сотрудничество | Номинация |

### NAACP Image Award
| Год  | Номинируемая работа | Категория                        | Результат |
| ---- | ------------------- | -------------------------------- | --------- |
| 2009 | «Yes We Can»        | Выдающаяся песня                 | Победа    |
| 2009 | «Yes We Can»        | Выдающийся музыкальный видеоклип | Победа    |
| 2009 | will.i.am           | Выдающийся артист                | Номинация |

### NRJ DJ Awards
| Год  | Номинируемая работа                         | Категория                        | Результат |
| ---- | ------------------------------------------- | -------------------------------- | --------- |
| 2013 | «Scream & Shout» (при участии Бритни Спирс) | Лучший клубный хит года          | Номинация |
| 2013 | #willpower                                  | Лучший dance/electro альбом года | Победа    |

### NRJ Music Awards
| Год  | Номинируемая работа                     | Категория                      | Результат |
| ---- | --------------------------------------- | ------------------------------ | --------- |
| 2013 | will.i.am                               | Лучший исполнитель             | Номинация |
| 2013 | «This Is Love» (при участии Евы Симонс) | Лучшая песня                   | Номинация |
| 2014 | will.i.am                               | Международный исполнитель года | Номинация |

### People's Choice Awards
| Год  | Номинируемая работа                | Категория     | Результат |
| ---- | ---------------------------------- | ------------- | --------- |
| 2010 | «OMG» (Ашер при участии will.i.am) | Любимая песня | Номинация |

### Soul Train Music Awards
| Год  | Номинируемая работа                | Категория                       | Результат |
| ---- | ---------------------------------- | ------------------------------- | --------- |
| 2010 | «OMG» (Ашер при участии will.i.am) | Лучшее танцевальное выступление | Номинация |

### Teen Choice Awards
| Год  | Номинируемая работа | Категория           | Результат |
| ---- | ------------------- | ------------------- | --------- |
| 2012 | will.i.am           | Мужская икона стиля | Номинация |

### Webby Awards
| Год  | Номинируемая работа | Категория   | Результат |
| ---- | ------------------- | ----------- | --------- |
| 2008 | will.i.am           | Артист года | Победа    |

### VEVO Certified Awards
| Год  | Номинируемая работа            | Категория                | Результат |
| ---- | ------------------------------ | ------------------------ | --------- |
| 2013 | клип на песню «This Is Love»   | 100 миллионов просмотров | Победа    |
| 2013 | клип на песню «Scream & Shout» | 100 миллионов просмотров | Победа    |

### World Music Awards
| Год  | Номинируемая работа                                | Категория                       | Результат |
| ---- | -------------------------------------------------- | ------------------------------- | --------- |
| 2013 | «Bang Bang»                                        | Лучшая мировая песня            | Ожидается |
| 2013 | «Crazy Kids» (Ke$ha при участии will.i.am)         | Лучшая мировая песня            | Ожидается |
| 2013 | «Fall Down» (при участии Майли Сайрус)             | Лучшая мировая песня            | Ожидается |
| 2013 | «Hall of Fame» (The Script при участии will.i.am)  | Лучшая мировая песня            | Ожидается |
| 2013 | «In My City» (Приянка Чопра при участии will.i.am) | Лучшая мировая песня            | Ожидается |
| 2013 | «Scream & Shout» (при участии Бритни Спирс)        | Лучшая мировая песня            | Ожидается |
| 2013 | «#thatPOWER» (при участии Джастина Бибера)         | Лучшая мировая песня            | Ожидается |
| 2013 | «This Is Love» (при участии Евы Симонс)            | Лучшая мировая песня            | Ожидается |
| 2013 | #willpower                                         | Лучший мировой альбом           | Ожидается |
| 2013 | «Bang Bang»                                        | Лучший мировой клип             | Ожидается |
| 2013 | «Crazy Kids» (Ke$ha при участии will.i.am)         | Лучший мировой клип             | Ожидается |
| 2013 | «Hall of Fame» (The Script при участии will.i.am)  | Лучший мировой клип             | Ожидается |
| 2013 | «In My City» (Приянка Чопра при участии will.i.am) | Лучший мировой клип             | Ожидается |
| 2013 | «Scream & Shout» (при участии Бритни Спирс)        | Лучший мировой клип             | Ожидается |
| 2013 | «#thatPOWER» (при участии Джастина Бибера)         | Лучший мировой клип             | Ожидается |
| 2013 | «This Is Love» (при участии Евы Симонс)            | Лучший мировой клип             | Ожидается |
| 2013 | will.i.am                                          | Лучший мировой артист           | Ожидается |
| 2013 | will.i.am                                          | Лучший мировой live-исполнитель | Ожидается |
| 2013 | will.i.am                                          | Лучший мировой эстрадный артист | Ожидается |